# Xiaosong (köpinghuvudort i Kina, Jiangxi Sheng, lat 26,44, long 116,31)
Xiaosong är en köpinghuvudort i Kina. Den ligger i provinsen Jiangxi, i den sydöstra delen av landet, omkring 250 kilometer söder om provinshuvudstaden Nanchang. Antalet invånare är 27 849. Befolkningen består av 13 475 kvinnor och 14 374 män. Barn under 15 år utgör 20,0 %, vuxna 15-64 år 70 %, och äldre över 65 år 8,0 %.
Runt Xiaosong är det ganska tätbefolkat, med 179 invånare per kvadratkilometer. Xiaosong är det största samhället i trakten. I omgivningarna runt Xiaosong växer huvudsakligen savannskog.
Genomsnittlig årsnederbörd är 2 191 millimeter. Den regnigaste månaden är maj, med i genomsnitt 351 mm nederbörd, och den torraste är oktober, med 24 mm nederbörd.